# Palmira (Colombia)
Palmira es un municipio colombiano del departamento del Valle del Cauca en Colombia; localizado en la región sur del departamento. Es conocido como La Villa de las Palmas.
Se encuentra ubicado en la ribera oriental del río Cauca, es centro de grandes ingenios azucareros, constituyendo uno de lo más importantes centros comerciales, industriales y agrícolas del Valle del Cauca. La ciudad se encuentra a 26 km de la zona urbana de Cali, la capital. 
Palmira es sede de la Alianza de Bioversity International y el Centro Internacional de Agricultura Tropical (CIAT), una organización internacional dedicada a la investigación de diferentes cultivos tropicales, principalmente yuca, cebolla, cilantro, frijol, forrajes, arroz y musáceas. También se le conoce como "Capital Agrícola de Colombia".

## Historia
Palmira tiene su nacimiento en el momento en que el señor Carlos Arturo de Quevedo la fundó alrededor de 1680, pero para diversos historiadores la capital agrícola de Colombia tiene su surgimiento alrededor de 1705 desde la décima centuria en Guadalajara de Buga firmada el 6 de septiembre de ese mismo año; por el contrario el historiador William Mallama Lugo sugiere que el General y Presidente Francisco de Paula Santander decreta la Ley n.º 156 de 25 de junio de 1824 que le da nacer a la “Villa de las Palmas”, según este mismo historiador el nombre que actualmente tiene la ciudad se registra desde una desobediencia a la Corona española y de jurisdicción de Buga por parte de Don Pedro Simón Cárdenas y algunos ciudadanos que proclaman al territorio de “Llano grande” como Palmira, cuyo nombre es el resultado de la unión de la virgen cristiana “Nuestra Señora del Palmar” y una obra del Conde Volney titulado como “Las Ruinas de Palmira”. Para ese entonces Palmira contaba alrededor de 3000 habitantes en su totalidad. 
Según las más recientes investigaciones y publicaciones apoyadas en documentación hechas por el historiador Johnny Delgado M. permiten dilucidar un aspecto complejo en determinar desde cuándo se debe considerar la existencia de Palmira, ya que procede de un poblado colonial llamado Llanogrande. Agrega este autor que los hechos de fundar y poblar eran los más usados en la conquista y colonia, pero en el caso de Llanogrande y luego Palmira no siguió esa secuencia. Llanogrande surgió como caserío disperso en torno a la hacienda El Palmar de Francisco Rengifo Salazar y su capilla hacia finales del siglo XVII. En 1722, Llanogrande tomó cuerpo jurisdiccional al ser proclamado como Parroquia. Eso constituye ya una creación jurídica ante el estado. En diciembre de 1758 cuando Gregorio de Saa Rengifo donó un terreno de la hacienda El Palmar a la Cofradía de Nuestra Señora del Palmar se iniciaron los loteos y construcciones como pueden observarse en escrituras suscritas en Cali y Buga. Para el 15 de marzo de 1759 Gregorio Rodríguez Molano hipotecó ante la Notaría  Primera  de Cali, una casa edificada en un costado de la plaza del incipiente poblado. Así nació el poblamiento de Llanogrande organizado como pueblo. Pero la gran diferencia con Palmira es que esta fue creada bajo una orientación ideológica republicana en contra de lo que representaba Llanogrande como creación colonial. Por esta razón, Johnny Delgado M. afirma que Palmira nació de un hecho social, el 25 de diciembre de 1813 bajo el liderazgo de Pedro Simón Cárdenas y otros republicanos en el momento en que los patriotas se rebelaban contra las imposiciones de Sámano que había recuperado el poder español en julio de 1813. Luego vino la represión española de la Era del Terror con Francisco Warletta a la cabeza y el nombre de Villa de Palmira adoptada por los patriotas volvió a ser Llanogrande hasta 1824 cuando el general Santander, dio creación en derecho a Palmira.
Ya para el siglo XX el empuje ejercido por los grandes ingenios azucareros impulsan la economía de manera vertiginosa, el desarrollo del Batallón de Ingenieros "Agustín Codazzi" y la construcción de la recta Cali-Palmira y el cruce de la Carretera Panamericana revolucionaron la economía en la segunda mitad del siglo XX.

### Palmira prehistórica
Al realizar los trabajos de remoción de tierra para la construcción del Aeropuerto Internacional de Palmaseca en Palmira, las retroexcavadoras pusieron a flor de superficie los restos de un Mastodonte que vivió hace más de 10 000 años. Estos restos de fósil junto con los proyectiles de piedra, molares y costillas de otros mastodontes encontrados en diversos sitios del Valle del Cauca, reposan en el departamento de Biología de la Universidad del Valle. Son mudos testimonios de la vida de cazadores que practicaban esos agrestes palmiranos y vallecaucanos.
Los primitivos habitantes de la geografía vallecaucana habían llegado desde el continente asiático hasta América por el norte, por el estrecho de Bering, después de la última glaciación de Wisconsin, a su vez el último avance glacial del cuaternario hace aproximadamente 30.000 años. Una docena de milenios más tarde ya se encontraban viviendo en el actual territorio del Valle del Cauca, donde habían encontrado un singular entorno, al cual se adaptaron en un largo proceso hasta la llegada de los conquistadores españoles.
La alborada de la especie humana en la América del Sur, debió ocurrir hace 12.000 años. A la llegada de los primeros humanos al Valle del Cauca y a Palmira, encontraron un teatro donde prevalecían los vestigios de un antiguo lago o quizá un mar interior, el cual buscaba su desagüe afanosamente, encontrándose en una etapa de secamiento que indudablemente mostraba un aspecto cenagoso, donde era manifiesta una megafauna, la cual sirvió como fuente de alimento para su subsistencia.

### Palmira prehispánica
El territorio donde se asienta la actual ciudad de Palmira era conocido antes de 1535 como Peté. En la región vallecaucana se habían producido en ese momento cambios en las formas organizativas de los grupos humanos. Desde las sociedades de cazadores especializados (9700 a. C.-8700 a. C.), que evolucionaron a sociedades de cazadores recolectores  y productores de alimentos (9000 a. C.- 3500 a. C.) que luego fueron seguidas por sociedades tribales agroalfareras de forma de vida igualitaria (3500 a. C.- 1300 a. C.) que se desarrollaron finalmente hasta alcanzar formas de gobierno cacicales también agroalfareras (1500 a. C.- 1535 d. C.) que fueron las que encontraron los españoles de Ampudia y Añasco. La sociedad Malagana por tanto, cacical y agroalfarera floreció en territorio palmirano más o menos entre 490 a. C. y 540 d. C., fechas que a medida que se hacen nuevos hallazgos y trabajos arqueológicos se van extendiendo,tal como lo exponen los arqueólogos y antropólogos José Vicente Rodríguez, Armando Rodríguez, Marianne Cardale, Sonia Blanco, entre otros investigadores. La cultura o sociedad Malagana, se caracterizó por su exquisita cerámica, trabajo en piedra con máscaras, orfebrería y manejo del territorio con adecuaciones hidráulicas para evitar el suelo pantanoso de la región del Bolo San Isidro donde se asentó su principal centro productivo, habitacional y ceremonial;  también tuvo emplazamientos poblacionales en la zona del CIAT, barrios de Coronado, Santa Bárbara, El Sembrador, Palmaseca, entre otros. 
El área de lo que actualmente se conoce como Palmira estaba habitada por las siguientes tribus: Chinches, Aujíes, Capacaris, Guacaríes y Anaponimas. Tribus cazadoras y recolectoras, habitantes de una selva espesa y cenagosa, donde conseguían lo elemental para su supervivencia. Practicaban una agricultura rudimentaria.
Conocían los ciclos agrícolas, el uso del suelo, lugares de siembra, las estaciones y ciclos de lluvias. Cultivaban el maíz, frijol, yuca y la ahuyama. La mayoría de las tribus se encontraban establecidas en la Cordillera Central y Occidental.

## Características generales

### Geografía
Palmira se ubica dentro de la región sur del valle del Cauca, sobre las coordenadas 3° 31′ 48″ de latitud norte y 76°81’13” de longitud al oeste de Greenwich. Colinda al norte con el municipio de El Cerrito, al este con el departamento del Tolima, al sur con los municipios de Pradera y Candelaria y al oeste con los municipios de Cali, Yumbo y Vijes.

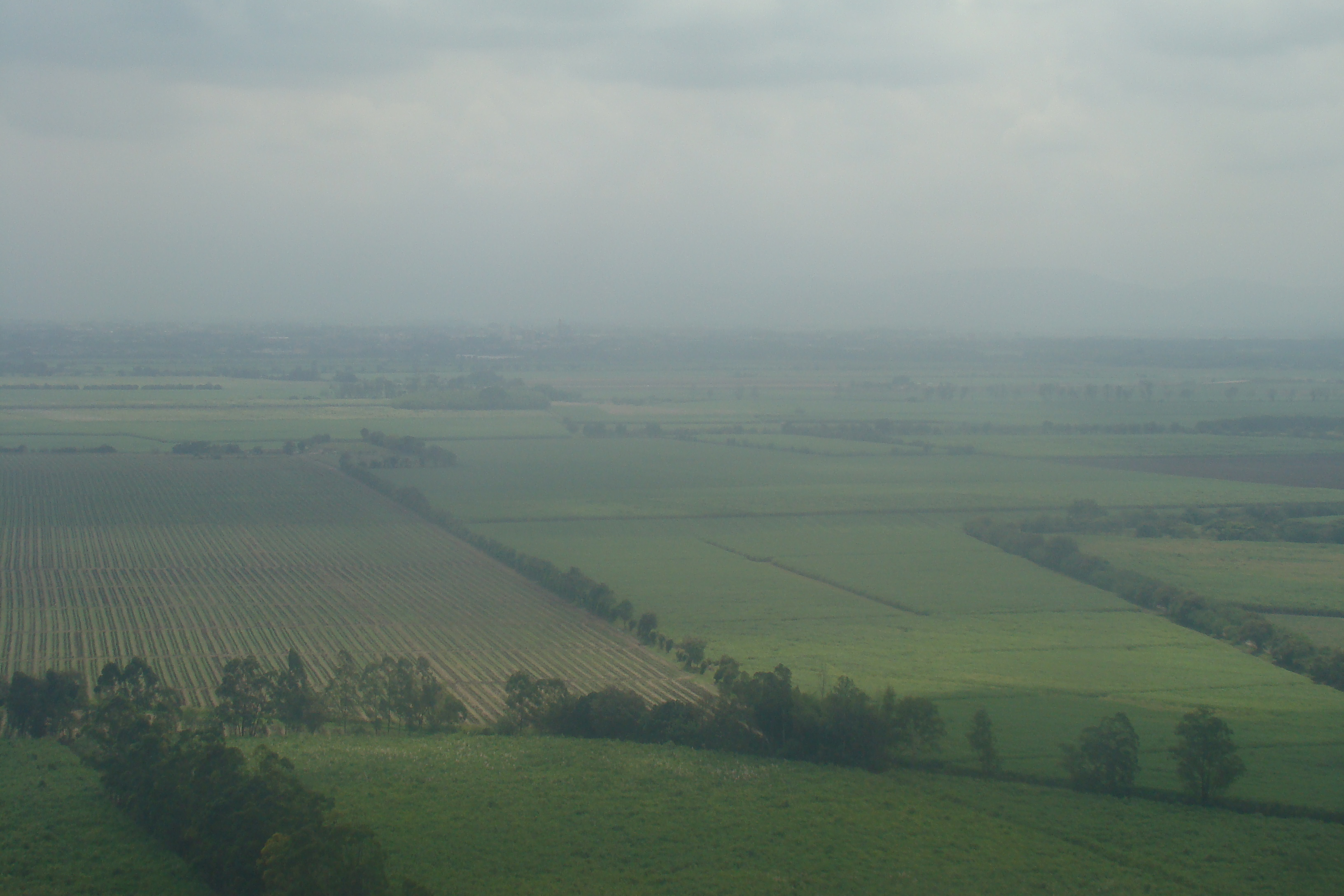
Plantaciones de caña de azúcar en el área rural de Palmira.

| Noroeste: Vijes | Norte: El Cerrito | Nordeste: Rioblanco |
| Oeste: Yumbo    |                   | Este: Rioblanco     |
| Suroeste: Cali  | Sur: Candelaria   | Sureste: Pradera    |

### Clima
Los pisos térmicos que se presentan en la ciudad y zona rural de Palmira varían desde el clima frío en el Páramo de las Hermosas hasta la zona cálida del valle del río Cauca; su temperatura en el área urbana va desde los 18 °C a los 37 °C y su altitud es de 1001 metros. En Palmira hay dos zonas importantes por nutrir hídricamente la capital las cuales son: la cuenca media del río Nima y la cuenca de Agua Clara.
| Parámetros climáticos promedio de Palmira (Aeropuerto Internacional Alfonso Bonilla Aragón), normales 1981-2010 | Parámetros climáticos promedio de Palmira (Aeropuerto Internacional Alfonso Bonilla Aragón), normales 1981-2010 | Parámetros climáticos promedio de Palmira (Aeropuerto Internacional Alfonso Bonilla Aragón), normales 1981-2010 | Parámetros climáticos promedio de Palmira (Aeropuerto Internacional Alfonso Bonilla Aragón), normales 1981-2010 | Parámetros climáticos promedio de Palmira (Aeropuerto Internacional Alfonso Bonilla Aragón), normales 1981-2010 | Parámetros climáticos promedio de Palmira (Aeropuerto Internacional Alfonso Bonilla Aragón), normales 1981-2010 | Parámetros climáticos promedio de Palmira (Aeropuerto Internacional Alfonso Bonilla Aragón), normales 1981-2010 | Parámetros climáticos promedio de Palmira (Aeropuerto Internacional Alfonso Bonilla Aragón), normales 1981-2010 | Parámetros climáticos promedio de Palmira (Aeropuerto Internacional Alfonso Bonilla Aragón), normales 1981-2010 | Parámetros climáticos promedio de Palmira (Aeropuerto Internacional Alfonso Bonilla Aragón), normales 1981-2010 | Parámetros climáticos promedio de Palmira (Aeropuerto Internacional Alfonso Bonilla Aragón), normales 1981-2010 | Parámetros climáticos promedio de Palmira (Aeropuerto Internacional Alfonso Bonilla Aragón), normales 1981-2010 | Parámetros climáticos promedio de Palmira (Aeropuerto Internacional Alfonso Bonilla Aragón), normales 1981-2010 | Parámetros climáticos promedio de Palmira (Aeropuerto Internacional Alfonso Bonilla Aragón), normales 1981-2010 |
| Mes | Ene. | Feb. | Mar. | Abr. | May. | Jun. | Jul. | Ago. | Sep. | Oct. | Nov. | Dic. | Anual |
| --- | --- | --- | --- | --- | --- | --- | --- | --- | --- | --- | --- | --- | --- |
| Temp. máx. media (°C)                                                                                           | 29.9 | 30.2 | 30.1 | 29.5 | 29.3 | 29.5 | 30.1 | 30.7 | 30.2 | 29.2 | 28.9 | 29.2 | 29.7 |
| Temp. media (°C)                                                                                                | 24.0 | 24.2 | 24.2 | 23.9 | 23.9 | 23.9 | 24.1 | 24.3 | 24.1 | 23.5 | 23.4 | 23.6 | 23.9 |
| Temp. mín. media (°C)                                                                                           | 18.9 | 19.0 | 19.2 | 19.2 | 19.2 | 18.9 | 18.4 | 18.5 | 18.7 | 18.8 | 18.8 | 18.9 | 18.9 |
| Lluvias (mm) | 51.3 | 56.0 | 92.0 | 129.3 | 96.5 | 55.1 | 31.7 | 35.3 | 70.1 | 101.8 | 101.2 | 67.9 | 888.2 |
| Días de lluvias (≥ 0.1 mm)                                                                                      | 10 | 9 | 14 | 17 | 15 | 10 | 8 | 8 | 12 | 16 | 15 | 12 | 144 |
| Humedad relativa (%)                                                                                            | 73 | 72 | 73 | 76 | 76 | 75 | 73 | 71 | 72 | 75 | 76 | 75 | 74 |
| Fuente: Instituto de Hidrología, Meteorología y Estudios Ambientales                                            | | | | | | | | | | | | | |

### Hidrología
El territorio municipal abarca las cuencas de los ríos Nima, Amaime, Aguaclara y Bolo. Estas cuencas son la reserva hidrológica y productiva más importante del municipio de Palmira.
La cuenca del río Nima tiene una extensión aproximada de 12 000 ha, caracterizadas, en su mayor parte, por una pendiente pronunciada (con inclinaciones mayores del 70%).
La cuenca del río Amaime es la de mayor extensión en el municipio de Palmira. De sus 55 000 ha, 35.000 corresponden al municipio de Palmira y 19.900 al municipio de El Cerrito.
La cuenca hidrográfica del río Desbaratado posee una extensión de 14 550 ha; la cuenca hidrográfica del río Frayle, 23 825 ha; y la cuenca hidrográfica del río Bolo, 19 875 ha. La subcuenca hidrográfica del río Aguaclara tiene una extensión de 7.200 ha, localizadas parcialmente en el municipio de Palmira. Su altitud oscila entre los 3.100 y 1.050 m s. n. m.

### Suelo
El área total del municipio corresponde a 1162 km², de los cuales 19,34 km² a la cabecera urbana. En la zona rural aledaña al río Cauca comprende entre este y la cota 1200 m s. n. m. aproximadamente. Es una porción de territorio que corresponde alrededor de 54 422 ha de topografía plana.
Se caracteriza por dos aspectos principalmente: ocupación masiva en el cultivo de caña de azúcar y el ahogamiento originado sobre los asentamientos de vivienda, carentes de los equipamientos colectivos y de áreas para su crecimiento y la cercanía a Cali y el proyecto de INVIAS de desarrollo de la Malla Vial del Valle del Cauca y Cauca, convierte al territorio de Palmira en epicentro que refuerza la tendencia a la aparición de nuevos usos de carácter metropolitano (Corporación Autónoma Regional del Valle del Cauca, 2002).

## División Político-Administrativa
Su Cabecera municipal, se encuentra dividido en 7 comunas, en las cuales se encuentra una serie de barrios. 

### Corregimientos
Palmira tiene bajo su jurisdicción varios centros poblados, que en conjunto con otras veredas, constituye los siguientes corregimientos:
| Corregimiento | Centros Poblados                                                                                 | Veredas                         |
| 8             | - La Acequia - La Torre - Rozo                                                                   |                                 |
| 9             | - Matapalo - Obando - La Herradura - La Unión - Palmaseca - San Antonio de Las Palmas            |                                 |
| 10            | - Caucaseco - Guanabanal - La Dolores - Juanchito - Piles                                        |                                 |
| 11            | - Bolo Alizal - Bolo Barrio Nuevo - Bolo La Italia - Bolo San Isidro                             | Bolo Madrevieja                 |
| 12            | - Amaime - Boyacá - La Pampa                                                                     |                                 |
| 13            | - Barrancas - Guayabal - La Bolsa o 'Kabuki' - La Cascada - Tablones - Tres Tusas - Tienda Nueva | 'La Balastrera'                 |
| 14            | - Aguaclara - Chontaduro - La Buitrera                                                           | Ayacucho, El Retiro, La Zapata. |
| 15            | - Combia                                                                                         | Toche                           |
| 16            | - La Quisquina - Potrerillo - Tenjo                                                              | Calucé                          |

## Población

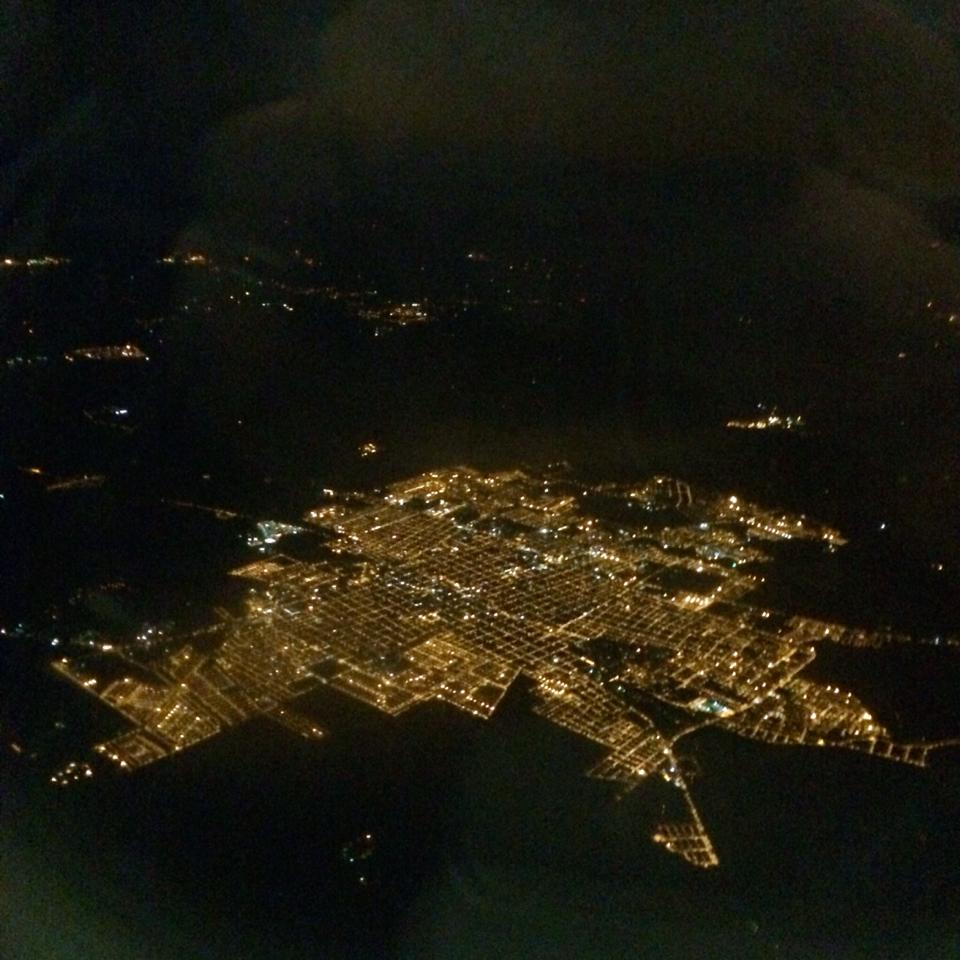
Vista de Palmira desde el Aire

En el último censo realizado en Colombia en el año 2018, Palmira contaba con una población de 349.294 habitantes. Uno de los motivos del crecimiento demográfico recae en la expansión que ha tenido la ciudad en los últimos años, pues Palmira se ha convertido en una ciudad para invertir en vivienda. Actualmente se adelanta numerosos proyectos enfocados en su gran proporción a interés social. Hacia el futuro, se proyecta un crecimiento poblacional del 12,28% para el año 2035.

### Etnografía
- Mestizos & blancos (94,28 %)
- Negros o afrocolombianos (5,59 %)
- Amerindios o indígenas (0,12 %)[15]

## Símbolos

### Bandera

Bandera de Palmira

Se adopta como bandera oficial, la que fuera creada en 1941 por Hernando Velasco Madriñán. Consta de tres franjas horizontales, de iguales proporciones y con los siguientes colores y significados:
- Blanco: La Paz
- Verde: El trabajo de sus gentes
- Amarillo: La riqueza y fruto de nuestra tierra

### Escudo

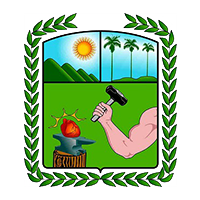
Escudo de Palmira

Se adopta como escudo oficial para la ciudad el descrito por Ricardo Nieto Hurtado, en el año 1924, en el poema titulado "Canto a Palmira". El escudo es diagramado y decorado teniendo en cuenta la semblanza española y está dividido en tres cuarteles así:
- En el cuartel superior izquierdo se ve un sol que perpetúa el pensamiento de Bolívar en la proclama que realizó en 1819 y teniendo en cuenta a la ciudad.
- En el cuartel superior derecho se dibujan tres palmas que hacen alegoría al nombre de Palmira.
- En el cuartel inferior, un brazo desnudo sostiene un martillo que golpea sobre un yunque su propio corazón. Esto simboliza el esfuerzo conjunto de propios y extraños, venidos de otras regiones del país, que trabajan por sacar adelante la ciudad.

### Himno
Coro
Circundado de estriadas palmeras y
Ceñido de perlas y de oro,
Hoy te yergues portando el tesoro
Oh! Magnífico pueblo sonoro
de cien primaveras
I
Te sirvió de nodriza la gloria,
De pañales las patrias banderas,
Sangre prócer regó tus praderas,
Y nutrido de savias proceras
Libertado surgiste a la historia
II
Hoy blasonas y fincas tu gloria
En el ímpetu audaz y creciente
De tu raza que llega al presente,
Coronada de lauros la frente
Cantando victoria
III
El progreso tu esfuerzo pregona
Ya es el grito en le pampa aledaña,
Ya el arado en la fértil cabaña
El dinamo fantástica araña
Que en sus redes de luz te aprisiona
IV
Reconstruye simbólicos ritos
En los surcos hundiendo la azada
Y brindando tu entraña rasgada
Porque tú como el ave sagrada
Te desangras nutriendo al proscrito
V
Gloria a ti que has luchado al conjuro
De tu empuje dinámico y fiero,
En la tierra clavando el acero
Para hacer de tu entraña un granero
providente ciudad de futuro.
Letra: Francisco Bayona Rivera
Música: Solom Espinoza

## Transporte

### Terrestre

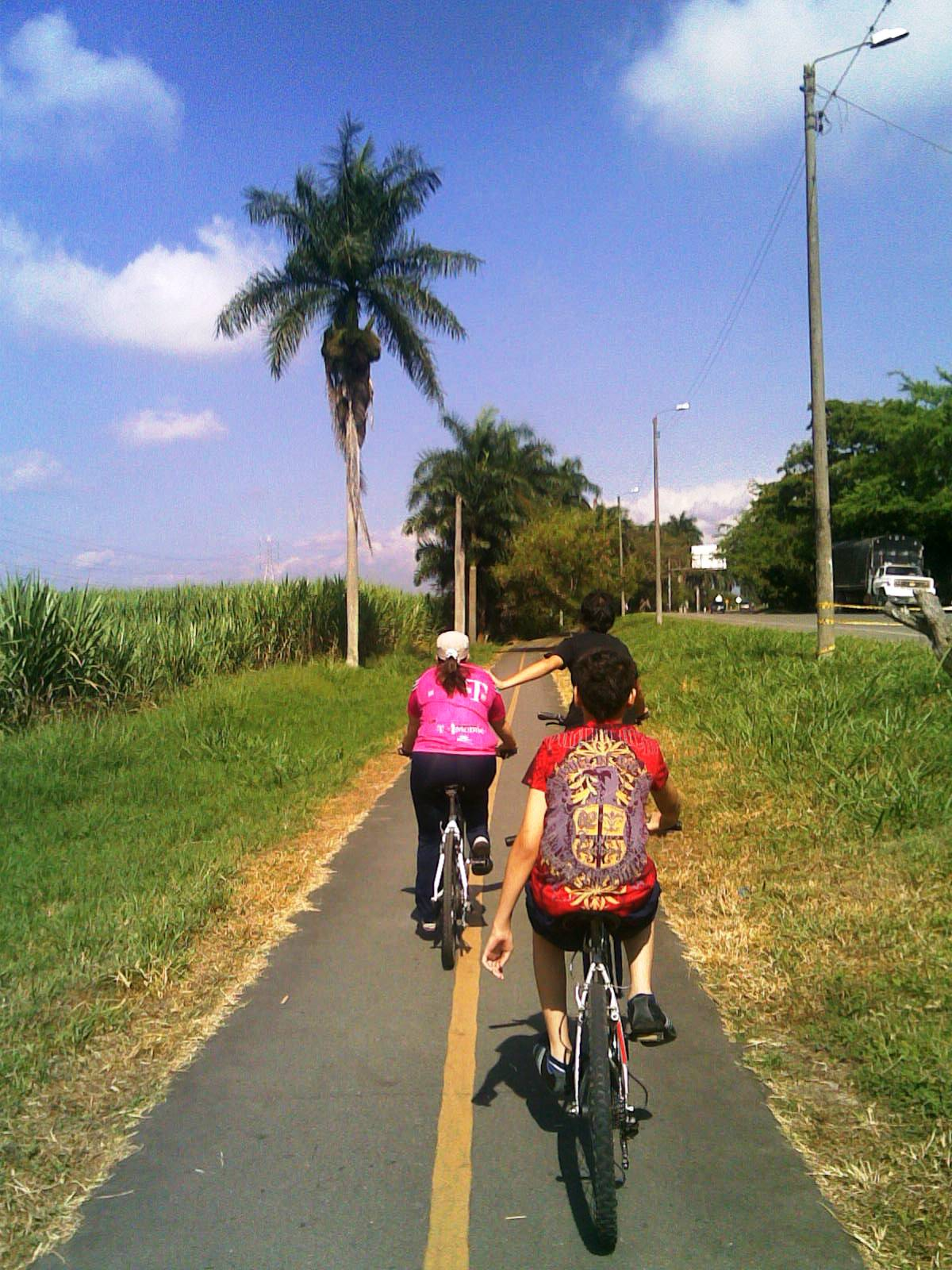
Ciclovía Palmira - Cali.

Palmira, cuenta con un sistema de transporte en crecimiento con deficiencias en servicio y cobertura. Las empresas que prestan el servicio son Palmirana de Transportes, Cootransgaviota y Montebello. Al mismo tiempo, registra a nivel nacional como una de las ciudades con mayor mototaxismo en Colombia, con un cálculo de más de 6000 personas dedicadas a este trabajo. Por unos años, se ejecutó con proyecto con el fin de unificar a las tres empresas transportadoras, denominado Transporte Unificado de Palmira (Tupal), el proyecto fracasó cuando la empresa entró en quiebra. La empresa Montebello en alianza con Palmirana de Transportes retomó las rutas urbanas en agosto de 2022 iniciando con un plan piloto para conectar el norte con el sur de la ciudad. Para el mes de abril de 2024, se reactivó la idea de un Sistema Integrado de Transporte Público, bajo el nombre de Palmibus, el cual actualmente cuenta con dos rutas (1 y 11) que subren la ciudad de norte a sur y de oriente a occidente, respectivamente.
Una de las más grandes empresas de transporte de Colombia encuentra su nacer en la Villa de las Palmas, como es el caso de Expreso Palmira que actualmente tiene cobertura a nivel nacional. También surge de esta ciudad, la empresa Coodetrans Palmira, la cual tiene una capacidad transportadora importante a nivel regional. Igualmente diferentes compañías ofrecen sus servicios como lo son: Expreso Palmira, Líneas del Valle, Expreso Trejos, Empresa Arauca, Flota Magdalena, Velotax y Expreso Bolivariano, entre otras. Además se encuentran Expreso Pradera, Coodetrans Palmira, Expreso Florida, Sultana del Valle y otras empresas, que transportan pasajeros a todos los rincones del Valle del Cauca.

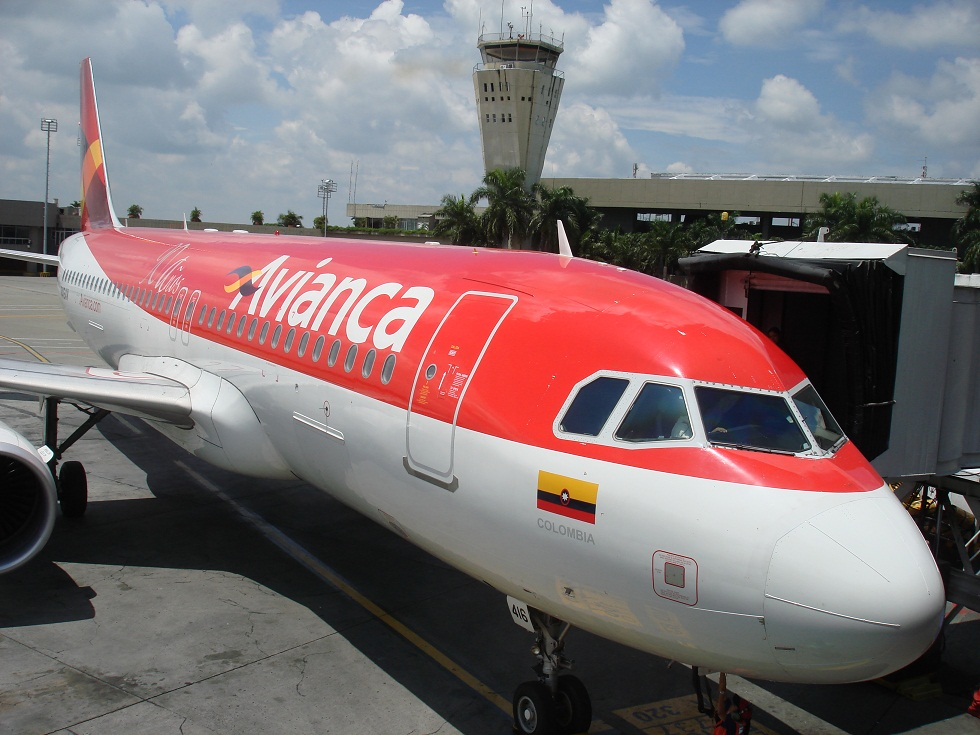
Aeropuerto Alfonso Bonilla Aragón de Palmira

En agosto de 2021 fueron presentados por primera vez los estudios de prefactibilidad del proyecto para construir la Terminal de Transporte municipal, la cual estaría compuesta por 2 CIT y busca integrarse en un futuro con el proyecto regional del Tren de Cercanías del Valle. Sin embargo, actualmente este proyecto se encuentra suspendido tras no ser aprobado el gasto por el Concejo de la ciudad. En el año 2025 se anunció la rehabilitación del corredor férreo hacia la ciudad de Guadalajara de Buga, con el fin de estimular el turismo en la región.
Entradas a la ciudad: a Palmira se llega desde el norte por la Carretera Panamericana que viene desde Tuluá y Guadalajara de Buga; desde el sur por la vía que viene desde el departamento de Cauca y llega a Candelaria; desde el occidente por la vía denominada la Recta o Autopista a Cali; por el oriente por la carretera Miranda, Florida y Pradera.
En 1911, José María Rivera Escobar, emprendió la construcción de la carretera por el cañón del Amaime y el Páramo de las Hermosas para conectar a Palmira con Chaparral y ofrecer así la ruta terrestre más corta entre el Sur del Valle y Bogotá. Su construcción nunca se terminó debido a las condiciones difíciles del terreno montañoso. No obstante, existe una vía rural que comunica hasta el corregimiento de Combia, siendo este el punto más cercano al continuo departamento.

### Aéreo
En Palmira se encuentra el Aeropuerto Internacional Alfonso Bonilla Aragón (CLO), uno de los principales aeropuertos de Colombia, el cual presta su servicio a la ciudad de Cali. El aeropuerto Alfonso Bonilla Aragón conecta al Valle con Colombia y el mundo a través de varias aerolíneas nacionales y extranjeras. Entre los destinos nacionales están las principales ciudades del país con servicio prestado por LATAM Colombia, Clic Air, Avianca, Wingo, Satena, JetSmart y TAC. Internacionalmente hay rutas entre Palmira y Ámsterdam (KLM), Miami (American Airlines, Spirit y Avianca), Nueva York (Avianca), San Salvador (Avianca), Ciudad de Panamá (Copa Airlines y Wingo), Esmeraldas (Aeroregional), Quito (Aeroregional), Antofagasta (JetSmart) y Madrid (Avianca, IberoJet, World2Fly e Iberia)
Descripción del aeropuerto:
El tamaño de la pista del aeropuerto Alfonso Bonilla Aragón, 3.000 m de largo por 45 m de ancho; permite el aterrizaje de aviones de máxima capacidad. Anualmente mueve más de 6,8 millones de pasajeros (2024) y 38.817 toneladas de carga (2012) en casi 70.000 vuelos.

## Educación

### Instituciones de Educación Superior
La ciudad cuenta con varias universidades y centro de educación superior, entre ellas: las sedes locales de la Universidad Nacional de Colombia (antigua Facultad de Agronomía), de la Universidad del Valle, la Universidad Pontificia Bolivariana, la Universidad Nacional Abierta y a Distancia, la Universidad Antonio Nariño, la Universidad Santiago de Cali, la Corporación Universitaria Remington y la Institución Universitaria Politécnico Grancolombiano. El Servicio Nacional de Aprendizaje, SENA, cuenta también con un centro de estudios especializado en programas técnicos y tecnológicos orientados a la agroindustria. Algunas de las principales universidades son:

#### Oficiales
- Universidad del Valle (Univalle): es la principal institución académica del sur-occidente de Colombia de alta calidad y tercera con mayor población estudiantil en el país. Su campus principal es la Ciudad Universitaria Melendez en la ciudad de Santiago de Cali, y en adición a sus funciones en la capital del Valle del Cauca funciona también en el Barrio San Fernando, donde se alojan la Facultad de Salud y la Facultad de Ciencias de la Administración, en cuanto a sus sedes regionales están: Buga, Cartago, Caicedonia, Norte del Cauca, Buenaventura, Palmira, Tuluá, Yumbo y Zarzal. En todas sus sedes cuenta con más de 30 000 estudiantes (2007) de los cuales casi 25 000 son de pregrado y 5000 de postgrado.[23] La sede de la Universidad del Valle en la ciudad de Palmira se encuentra en la Avenida La Carbonera, Barrio Zamorano.

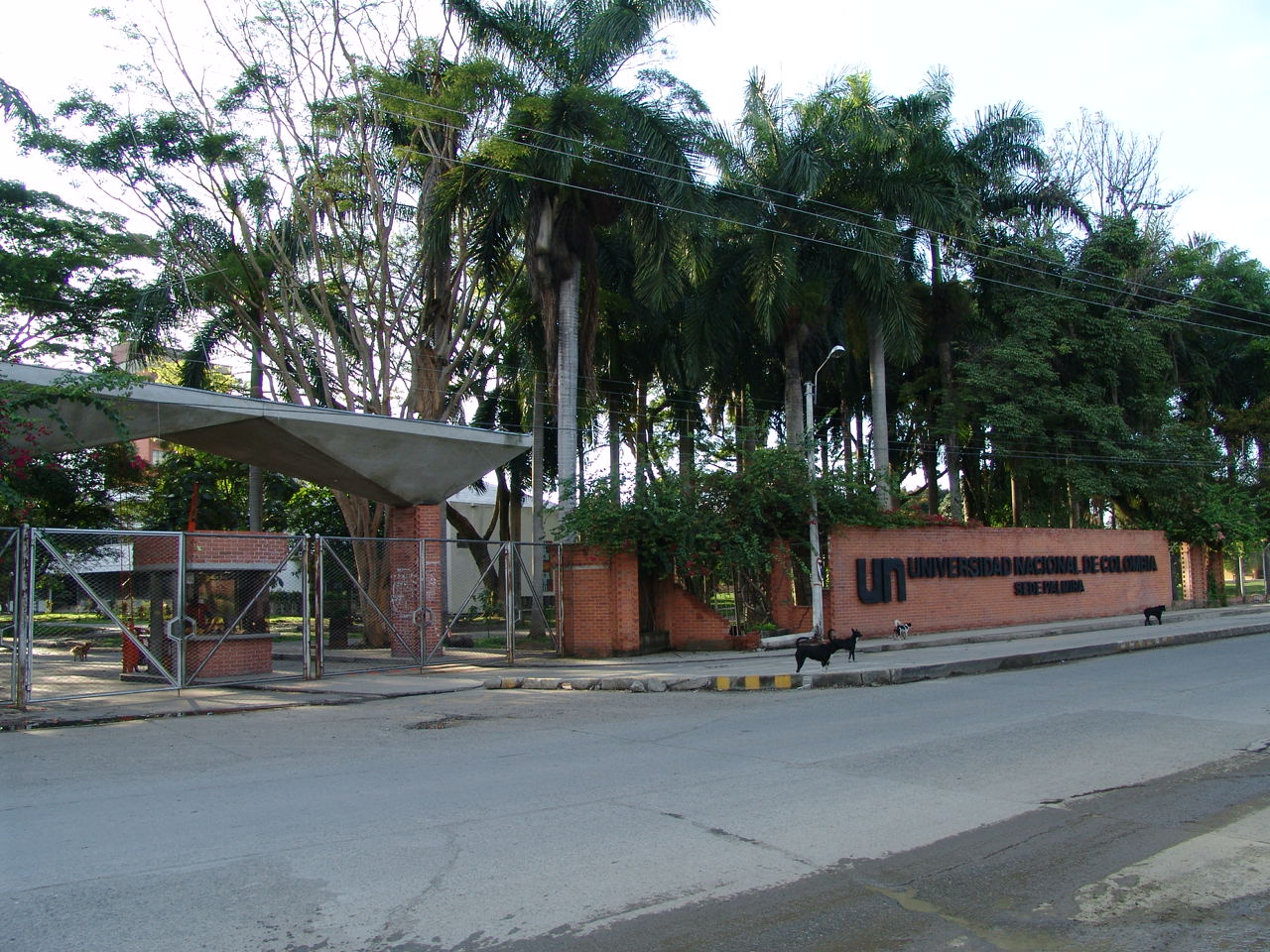
Universidad Nacional - Sede Palmira

- Universidad Nacional de Colombia: sede Palmira (Unal). La Universidad Nacional con sede en la ciudad de Palmira, es una Institución Universitaria Pública de Educación Superior. La UNAL posee dos facultades: Facultad de Ciencias Agropecuarias, Facultad de Ingeniería y Administración. También ofrece programas de postgrados. En la sede se encuentra el edificio de la Facultad de Agronomía, de gran valor arquitectónico y diseñado por Leopoldo Rother. Esta sede ofrece aproximadamente el 6 % de los cupos para nuevos estudiantes a nivel nacional. La sede Palmira, está ubicada en el sur de la ciudad, carrera 32 # 12-00 Chapinero, Vía Candelaria. La Facultad de Ingeniería y Administración ofrece los programas de Administración de Empresas, Diseño Industrial, Ing. Agrícola, Ing. Agroindustrial e Ing. Ambiental. La Facultad de Ciencias Agropecuarias ofrece los programas de Ing. Agronómica y Zootecnia.

- Universidad Nacional Abierta y a Distancia (UNAD): La sede Palmira está ubicada en la carrera 28 # 40-56 en el barrio Versalles. Se ofrecen algunas carreras en modalidad híbrida o completamente virtuales.

#### Privadas
- Universidad Santiago de Cali: Seccional Palmira (USC): Inicia labores en octubre del año 1996, está ubicada en el barrio Alfonso López, posee tres facultades: Facultad de Salud, con los programas de Medicina, Enfermería y Fisioterapia, la Facultad de Derecho y la Facultad de Ciencias Económicas y Empresariales con el programa de Administración de Empresas y varios programas de nivel Técnico y Tecnológico.
- Universidad Pontificia Bolivariana: La sede en Palmira se encuentra en el Kilómetro 1, Vía a Tienda Nueva. Su oferta en pregados incluye las carreras de Derecho, Administración de Empresas, Psicología e Ingeniería Industrial. Además, ofrecen carreras en modalidad virtual y posgrados.
- Universidad Antonio Nariño: La sede en Palmira se encuentra en la calle 42 con carrera 47 en su Campus Universitario. Ofrece pregados en Arquitectura, Comercio Internacional, Odontología y Contaduría Pública; esto además de algunos posgrados.
- Corporación Universitaria Remington: Ofrece programas a Distancia y de manera Virtual, destacándose los pregados en Contaduría Pública, Ingeniería en Sistemas, Ingeniería Industrial y Administración de Empresas.
- Institución Universitaria Politécnico Grancolombiano: Ofrece todos sus programas a Distancia y de manera Virtual.

## Deporte

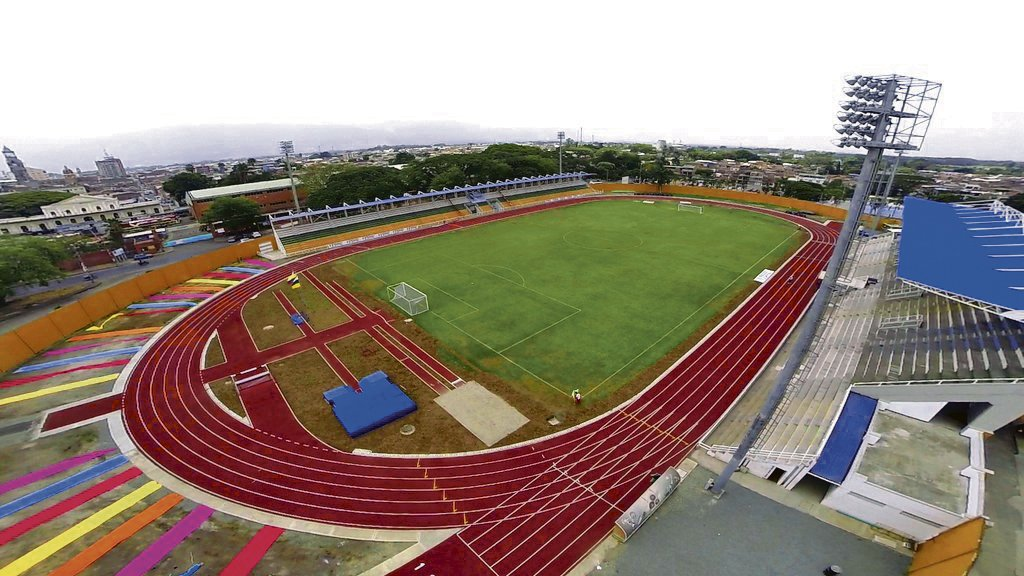
Estadio Francisco Rivera Escobar

Cinco equipos profesionales de fútbol han representado a la ciudad: Palmira F.C. y Expreso Palmira F. C. que jugaron 6 temporadas en la Categoría Primera B, donde iniciaron su carrera Néstor Salazar y Hernán Córdoba; Deportes Palmira que solo jugó un año en la misma categoría, Orsomarso SC (desde su fundación en 2016 hasta la temporada 2024) e Internacional FC de Palmira en la actualidad.
En el fútbol de salón la ciudad está representada por otro equipo también recién fundado llamado Club Palmira Fut-salón, el cual ha jugado campeonatos profesionales y aficionados.
Palmira cuenta con uno de los mejores clubes formativos de fútbol femenino de Colombia, el Club Deportivo Generaciones Palmiranas, que usualmente aporta jugadoras al profesionalismo y a las selecciones Colombia.

### Estadios

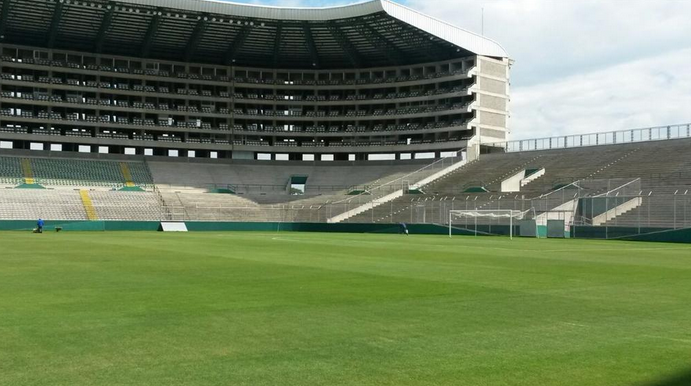
Estadio del Deportivo Cali

Palmira cuenta con el Estadio Francisco Rivera Escobar que fue inaugurado a principios de la década de 1950. Ha sido casa de varios equipos de Colombia, tales como: América de Cali, el cual ha en repetidas ocasiones en este estadio; el Boca Juniors de Cali en los 60, en el cual disputaba torneos amistosos; Palmira Fútbol Club, que hizo su mejor campaña en 1993 al quedar tercero en la Primera B; Expreso Palmira, entre 1999 y 2003; el Deportes Palmira en el 2009; el Orsomarso SC desde 2016 hasta la temporada 2024, llegando a ser subcampeón del Torneo Betplay 2024 I; y el Internacional FC de Palmira desde el 2024 hasta la actualidad.
El Estadio Deportivo Cali, sede oficial del Deportivo Cali, fue construido en zona rural de Palmira, en la vía que comunica con la ciudad de Cali. El 24 de agosto de 2001 se puso la primera piedra del escenario. La inauguración fue el 21 de febrero de 2010. Su capacidad inicialmente fue de 52.000 espectadores, pero se redujo a 42.000 por la introducción de silletería y palcos.

## Patrimonio

### Sendero Agroecológico los Bolos
Ubicada a costado sur del municipio en el corregimiento del Bolo San Isdro, es una reserva natural donde se comparte el amor por la naturaleza dentro de un bosque seco tropical. 

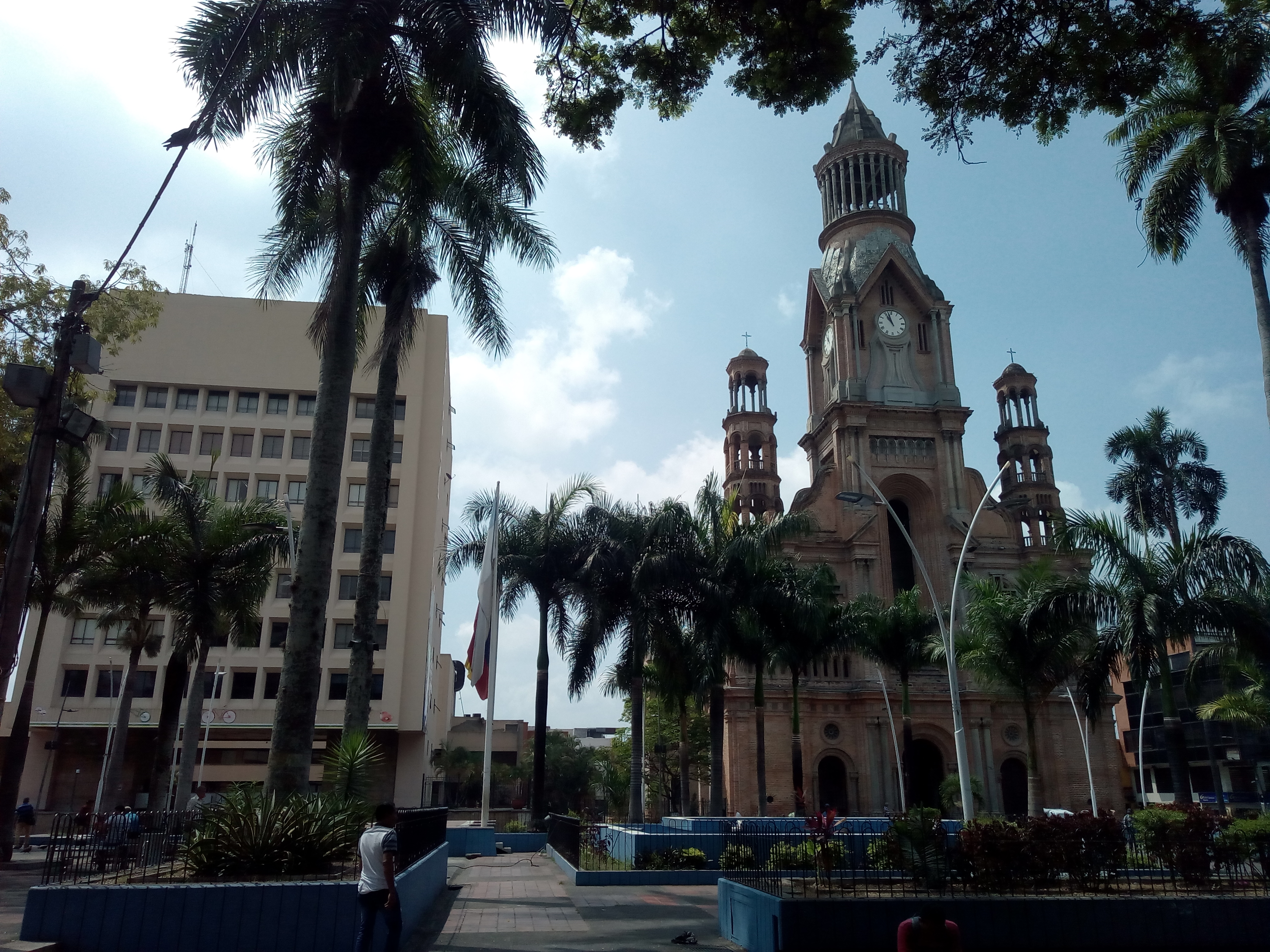
Catedral Nuestra Señora del Rosario del Palmar

Establecido en la finca Villa Bernarda, una granja de cuatro ha, nació del sueño de su propietaria Rosa Eugenia Saavedra, madre de cinco hijos, amante y defensora de la naturaleza, quién ha convertido el lugar en un centro de educación ambiental y de sensibilización. Por su hermoso recorrido se vivirá el avistamiento de aves y mariposas, dando un espacios para el desarrollo de las prácticas de botánica, ecología, biología y educación ambiental.

### Catedral de Nuestra Señora del Rosario del Palmar
Patrimonio Arquitectónico Religioso y símbolo de la ciudad.
En 1722, y justamente en la Hacienda Malagana, se formó el primer núcleo parroquial, con la advocación de Nuestra Señora del Rosario del Palmar, y en 1724 el obispo de Popayán, Juan Gómez de Frías, concedió permiso de exponer la Divina Majestad en forma permanente, dándole a la capilla el nombre de Iglesia. En 1766 un terremoto destruyó prácticamente la iglesia. En 1852 se remató públicamente ese predio y se inició una nueva construcción ya en el terreno que hoy ocupa. En 1913, fue demolida. En 1914 se coloca la primera piedra y se inicia su construcción. La Catedral se inauguró oficialmente el 9 de febrero de 1929.

### Iglesia de La Santísima Trinidad
Su historia se remonta al año 1822, cuando fue construida por iniciativa del sacerdote José Joaquín Ledesma. Sesenta años más tarde, el párroco Rafael Aguilera inició su reconstrucción, y fue en el año 1915 que se terminó la torre.
Además de la imagen de la Santísima Trinidad, adornan el interior de la iglesia, la imagen de la Virgen de Fátima, traída desde Portugal, y la del Cristo Crucificado, donada por Tomás Mejía Sandoval, quien la trajo de España.
Sus pinturas y vitrales fueron elaborados por el pintor italiano Mauricio Ramelli.

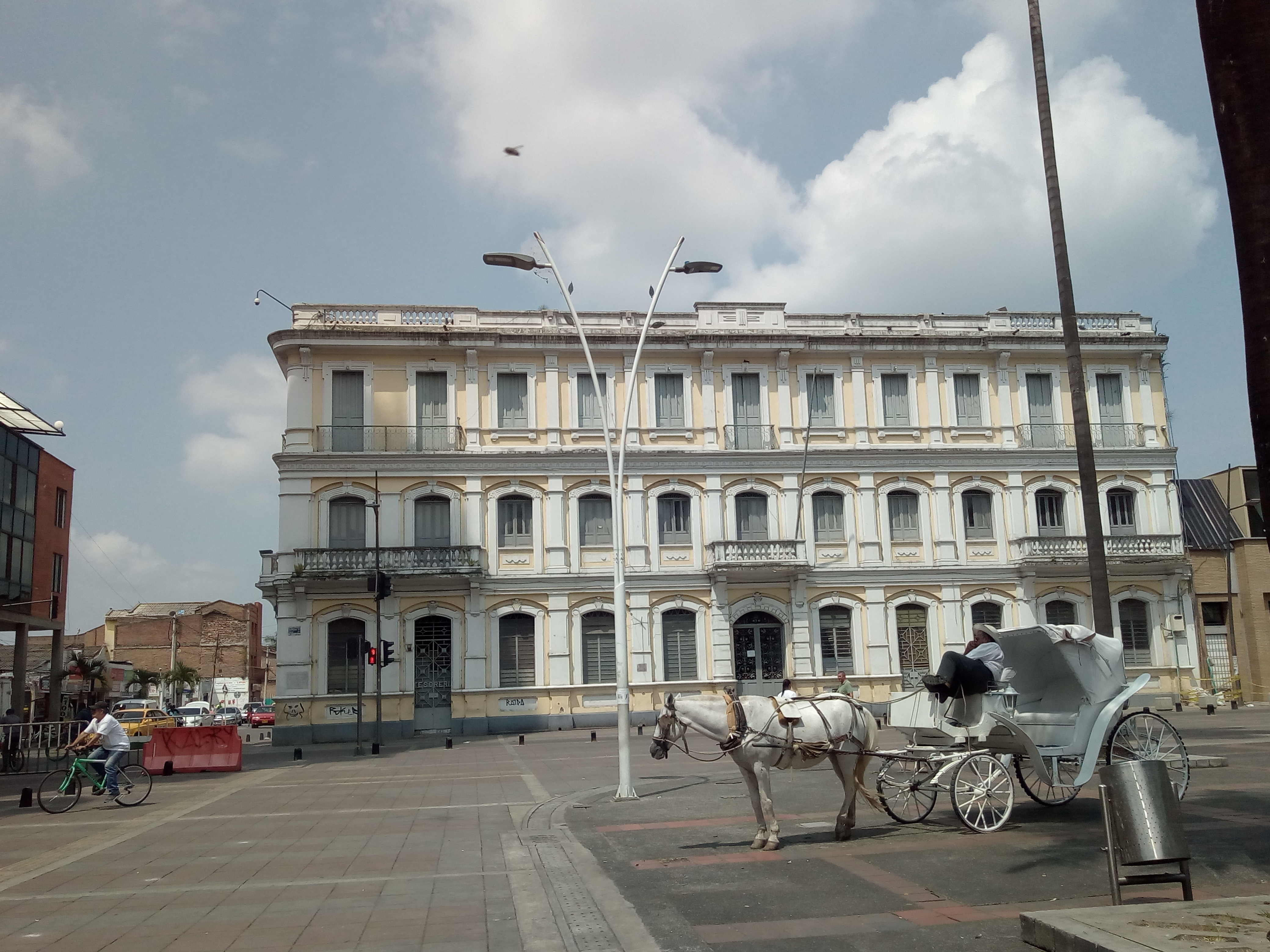
Edificio de la Antigua Alcaldía (Palmira), junto con una victoria.

### Iglesia de Nuestra Señora del Carmen
Esta magnífica iglesia, conocida en la ciudad como iglesia de Los Carmelos, fue levantada en el año 1929 por orden de los padres Carmelitas, en cabeza del sacerdote y arquitecto Hernando Andrés de la Sagrada Familia. Pero fue hasta el 6 de enero de 1943 que fue inaugurada oficialmente por la comunidad Carmelita.
Este templo se destaca por su imponente estilo gótico.

### Edificio de la Antigua Alcaldía

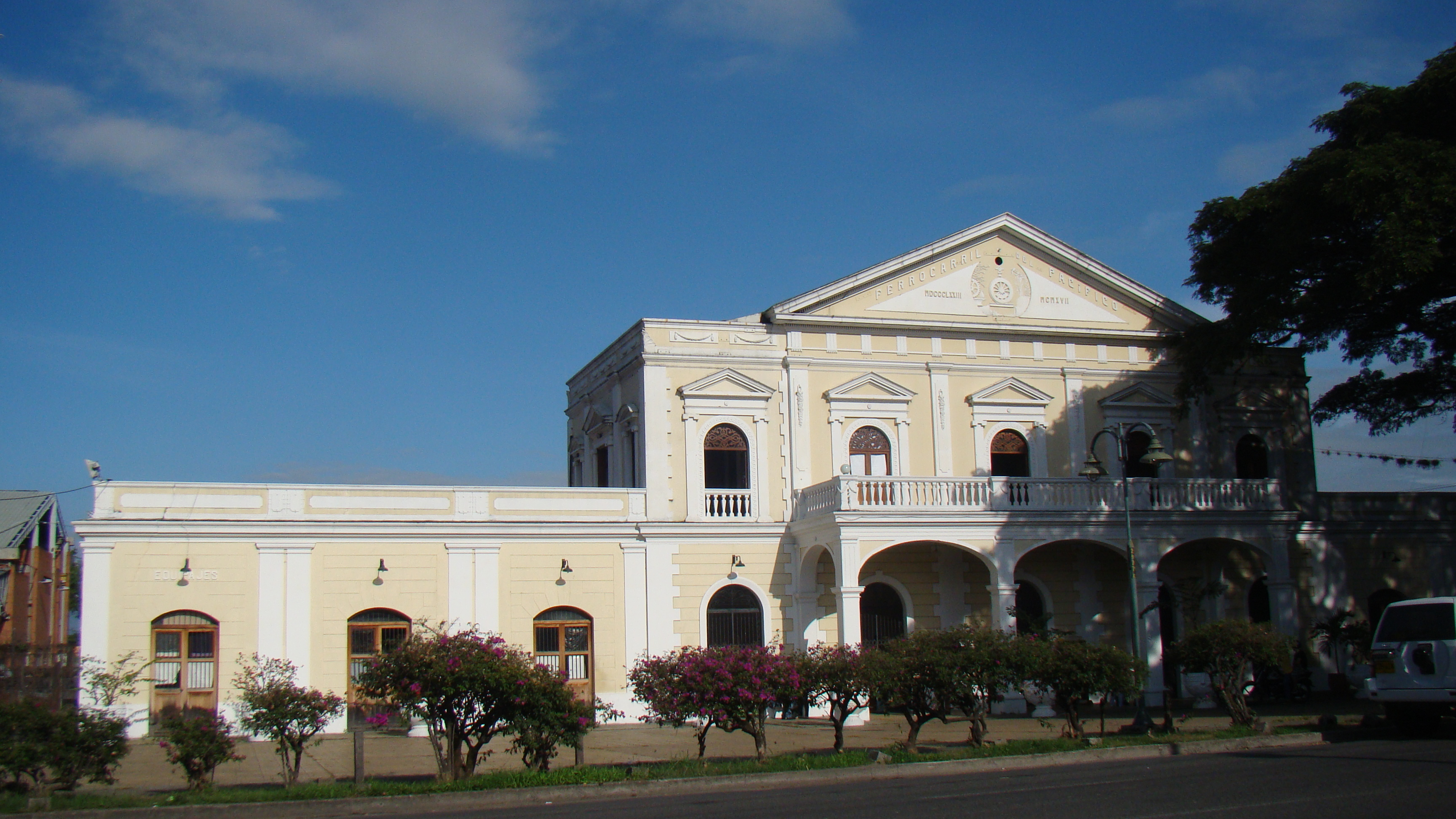
Estación del Ferrocarril (Monumento Nacional).

Esta monumental edificación de corte republicano, llamada también Palacio de Gobierno, fue inaugurada el 25 de junio de 1924 para celebrar el centenario de Palmira. La edificación fue realizada, según el historiador William Mallama, por el arquitecto Jorge Navia Cifuentes. En el año 1928 la edificación fue terminada en su totalidad. El Palacio de Gobierno o Edificio de la Antigua Alcaldía es un patrimonio arquitectónico institucional, considerado Bien de Interés Cultural de Carácter Nacional desde el año 2000.
Los coches de Palmira, conocidos como victorias, son ciertamente una tradición de muchos años, llegaron a la ciudad de Palmira en el año 1924. Se les llamó victorias, debido a la similitud de éstos con el coche real de la otrora reina, Victoria de Inglaterra. En la actualidad son utilizados, por propios y visitantes, para realizar recorridos turísticos por la ciudad.

### Estación del Ferrocarril de Río Claro
Patrimonio Inmueble del Valle del Cauca.
Fue inaugurada el 13 de agosto de 1917.
Desde la llegada del primer tren, la Estación ha sido símbolo arquitectónico de Palmira. Su modelo fue elaborado por el ingeniero Rafael Álvares Salas, director técnico del Ferrocarril del Pacífico.
En la actualidad es sede del Museo Arqueológico Llanogrande, y brinda espacio al Complejo Lúdico, Cultural, Educativo Llanogrande.

### Parque de Bolívar
Las primeras tareas de acondicionamiento y limpieza del lote sobre el cual se levantó el parque, se iniciaron en 1901, ordenadas por el prefecto de la provincia, general Camilo Arana; el trazado fue obra del ingeniero agrimensor, Vicente Aragón Lemos, y una Junta de Ornato y Mejoras, cambió su cerca de alambre de púa, por una reja importada. En 1922 la Junta de Ornato, conformada por Ramón Guzmán, Julio Pizarro y Tulio Raffo, contrató al arquitecto César L. Cadena, para construir un kiosco, donde la Banda Municipal ejecutaba retretas de música popular. En 1928 se hicieron las instalaciones eléctricas, se construyó una alberca y se instalaron unas fuentes luminosas. El 12 de octubre de 1947, El Club de Leones entregó al Parque de Bolívar la estatua del Libertador.

### Plaza de Toros "Agustín Barona Pinillos"
Esta plaza es catalogada como de primera categoría, reconocida por su gran afición y por las importantes corridas de toros que en ella se dieron. La construcción estuvo a cargo de los ingenieros Luis Gabino y Sicar Calvos, quienes contaron con la asesoría del ingeniero italiano Luis Spataro. El maestro constructor fue don Hernando Candelo, quien con 40 personas, entre oficiales y obreros, efectuó la obra a finales de 1946. Con capacidad para 8000 personas la Plaza de Toros de Palmira fue inaugurada el domingo 27 de marzo de 1949 con una corrida en la que actuaron tres toreros españoles: Jaime Marco (el Choni), Luis Mata y Paco Lara lidiando toros de la ganadería de Ambaló de don Pepe Estela. Actualmente se encuentra en estado de abandono y solo es utilizado ocasionalmente para algunos eventos culturales.

### Casa de la Cultura Ricardo Nieto

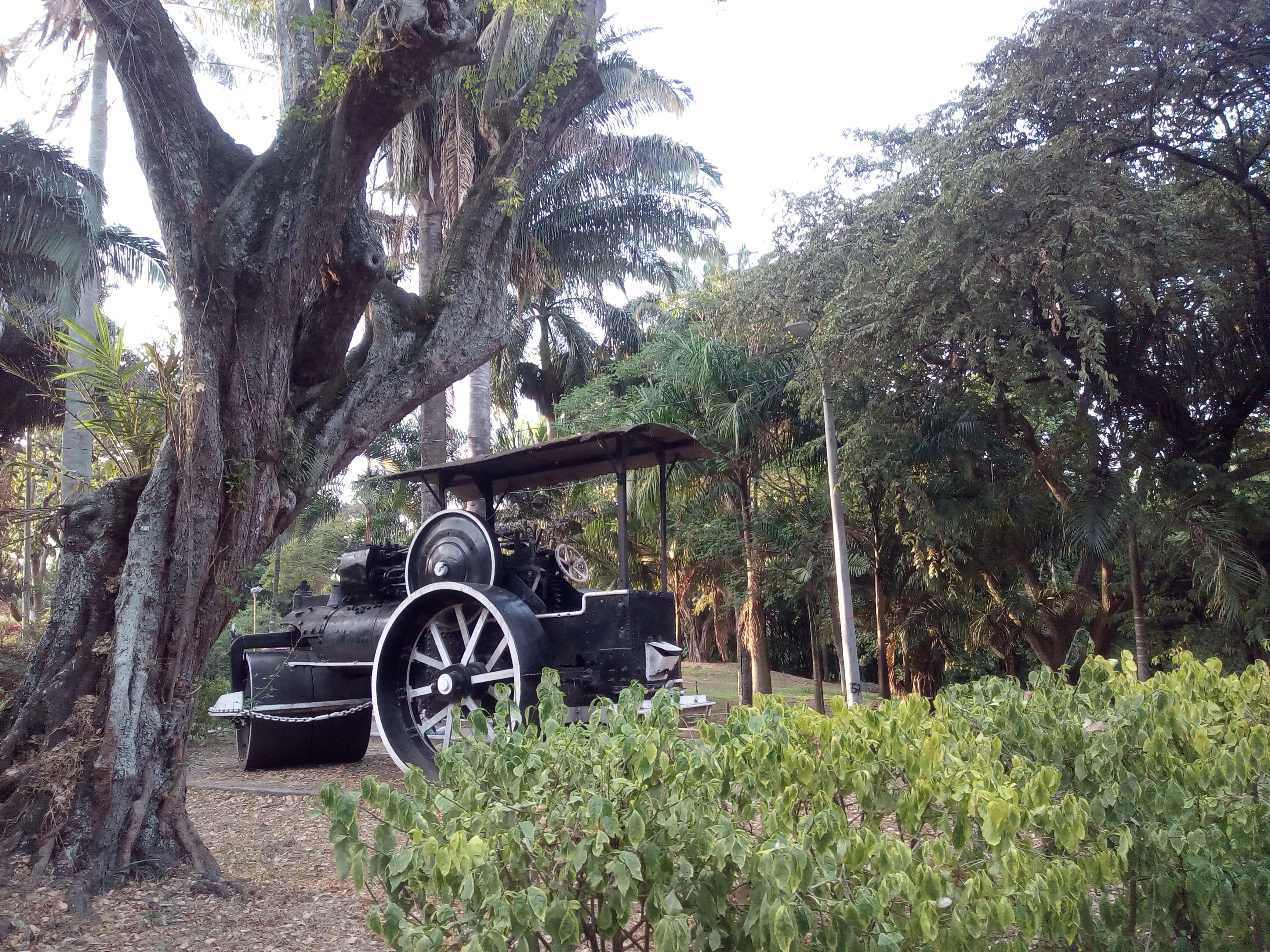
Máquina emblemática del Bosque Municipal de Palmira.

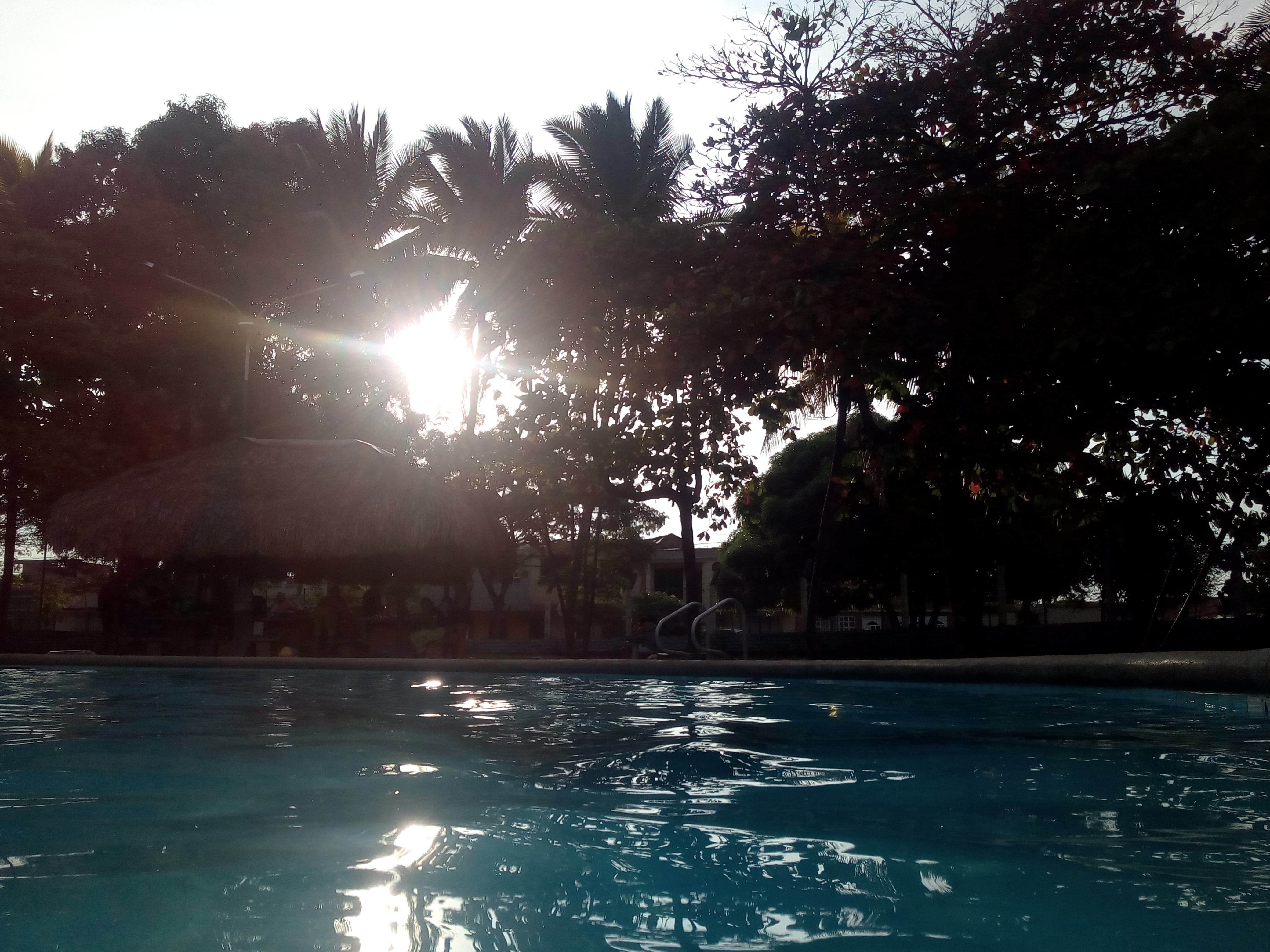
Piscinas del Bosque Municipal de Palmira

Fue fundada en el año 1969 por ordenanza de la Asamblea Departamental. Es el centro cultural de la ciudad. Lleva este nombre en homenaje al ilustre poeta palmirano Ricardo Nieto. La Casa de la Cultura cuenta con una biblioteca comunitaria y ofrece programas académicos en formación artística no formal y cursos de extensión en distintas áreas. Anualmente la Casa de la Cultura realiza el Festival Nacional e Internacional de Arte Ricardo Nieto.

### Bosque Municipal
El Bosque Municipal fue fundado en la administración del arquitecto Carlos Alberto Franco Salamanca (1970–1973), y es el lugar más poético que tiene la ciudad de Palmira; por la belleza de su naturaleza, su lago natural, restaurante, piscina y su concha acústica. Cuenta con una pista de BMX en la que se llevan a cabo competencias municipales y departamentales. Algunos clubes de fútbol de la ciudad hacen uso de las canchas para sus entrenamientos y algunos partidos aficionados. Además de ser de acceso gratuito, se realizan a menudo eventos culturales, conciertos o deportivos.

### Alianza de Bioversity International y el CIAT
El CIAT fue fundado en el año 1967. Está ubicado a 17 kilómetros de Palmira.
El CIAT es una organización sin ánimo de lucro, que realiza investigación avanzada en los campos social y ambiental con el objetivo de mitigar el hambre y la pobreza y preservar los recursos naturales en países en desarrollo. Desde el año 2020 se constituye la Alianza de Bioversity International y el CIAT, es uno de 14 centros que constituyen el Sistema CGIAR.

### Museo Aéreo Fénix
El Museo Aéreo Fénix es una fundación privada sin ánimo de lucro. Está ubicado en la entrada n.º 9 del Aeropuerto Internacional Alfonso Bonilla Aragón. Las instalaciones del museo dan albergue a una colección de aviones, motores de aviación y trajes de vuelo que datan desde antes de la Segunda Guerra Mundial hasta nuestros tiempos. Cuenta, entre otras cosas, con una magnífica y creciente exhibición de modelos a escala representados en dioramas y una división ferroviaria donde se conservan locomotoras a vapor que operaron para los Ferrocarriles Nacionales a principios del siglo XX.

### Reserva Natural Nirvana
A 16 km de Palmira, esta hacienda de cien hectáreas localizada a 16 km de la Cordillera Central de los Andes del Valle del Cauca, junto a la cuenca hidrográfica del río Aguaclara, es en la actualidad uno de los atractivos turísticos más importantes de la región.
Siendo una entidad privada, el complejo ecológico y natural se encuentra al servicio de las entidades educativas dando espacios para el desarrollo de las prácticas de botánica, ecología, biología y educación ambiental. Las colecciones de plantas se pueden observar desde senderos peatonales a lo largo de ocho kilómetros donde también es posible apreciar el bosque, las aves y la fauna. Dos casas campesinas funcionan como estaderos con servicios. La hacienda dispone de salones para seminarios, congresos y reuniones.

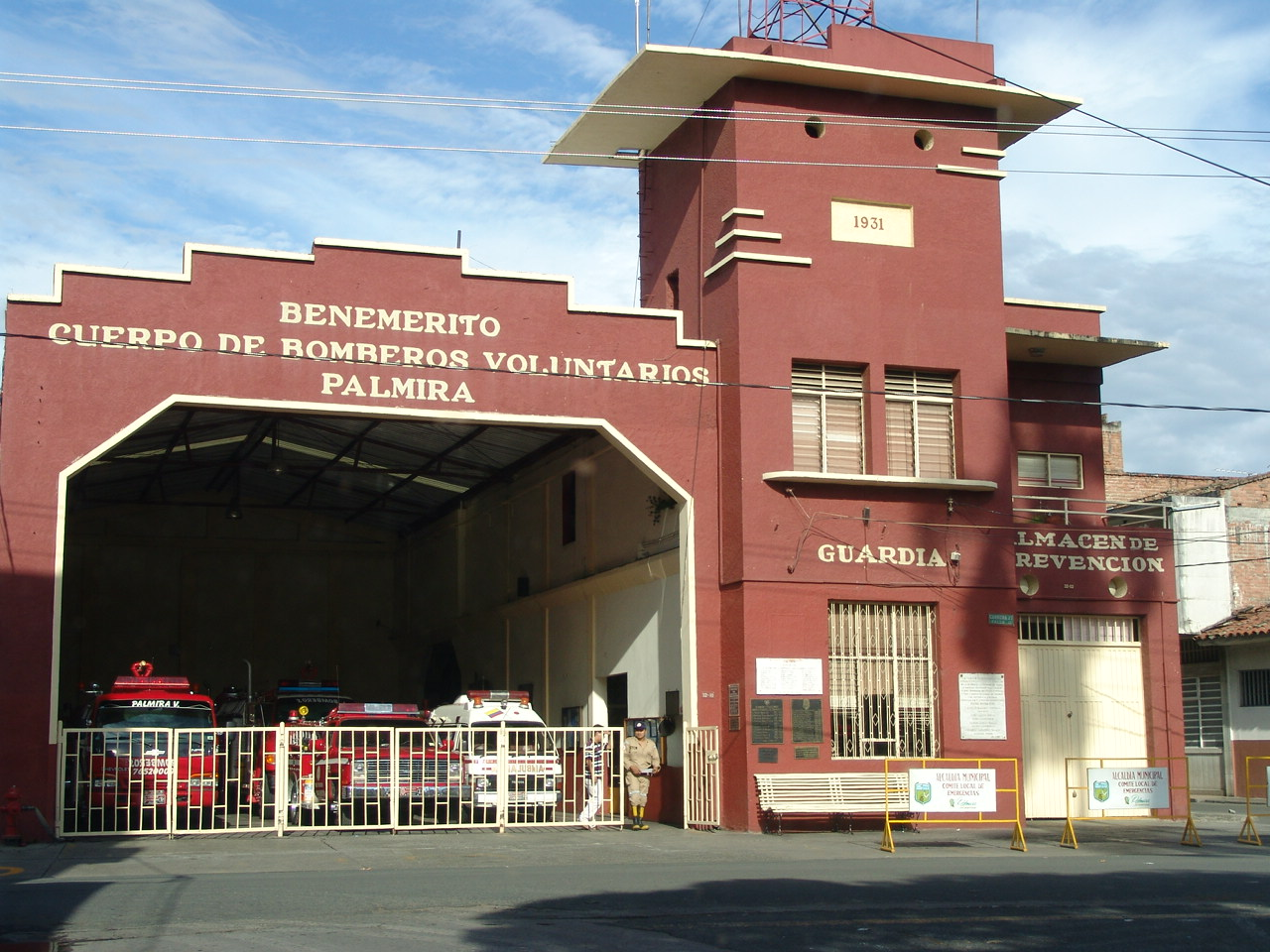
Estación de Bomberos - Palmira

### Otros atractivos turísticos palmiranos
- Edificio Antigua Alcaldía (Monumento Nacional)
- Estación del Ferrocarril (Monumento Nacional)
- Catedral de Nuestra Señora del Rosario del Palmar (Monumento Nacional)
- Hacienda La Rita, Ingenio Manuelita (Monumento Nacional), donde creció el escritor Jorge Isaacs[26]
- Hacienda El Oriente Casa Grande Oriente
- Museo Nacional del Transporte , ubicado en la recta Palmira-Cali
- Estadio Deportivo Cali

- Plataforma Arqueológica
- Parque Lineal y su museo peatonal

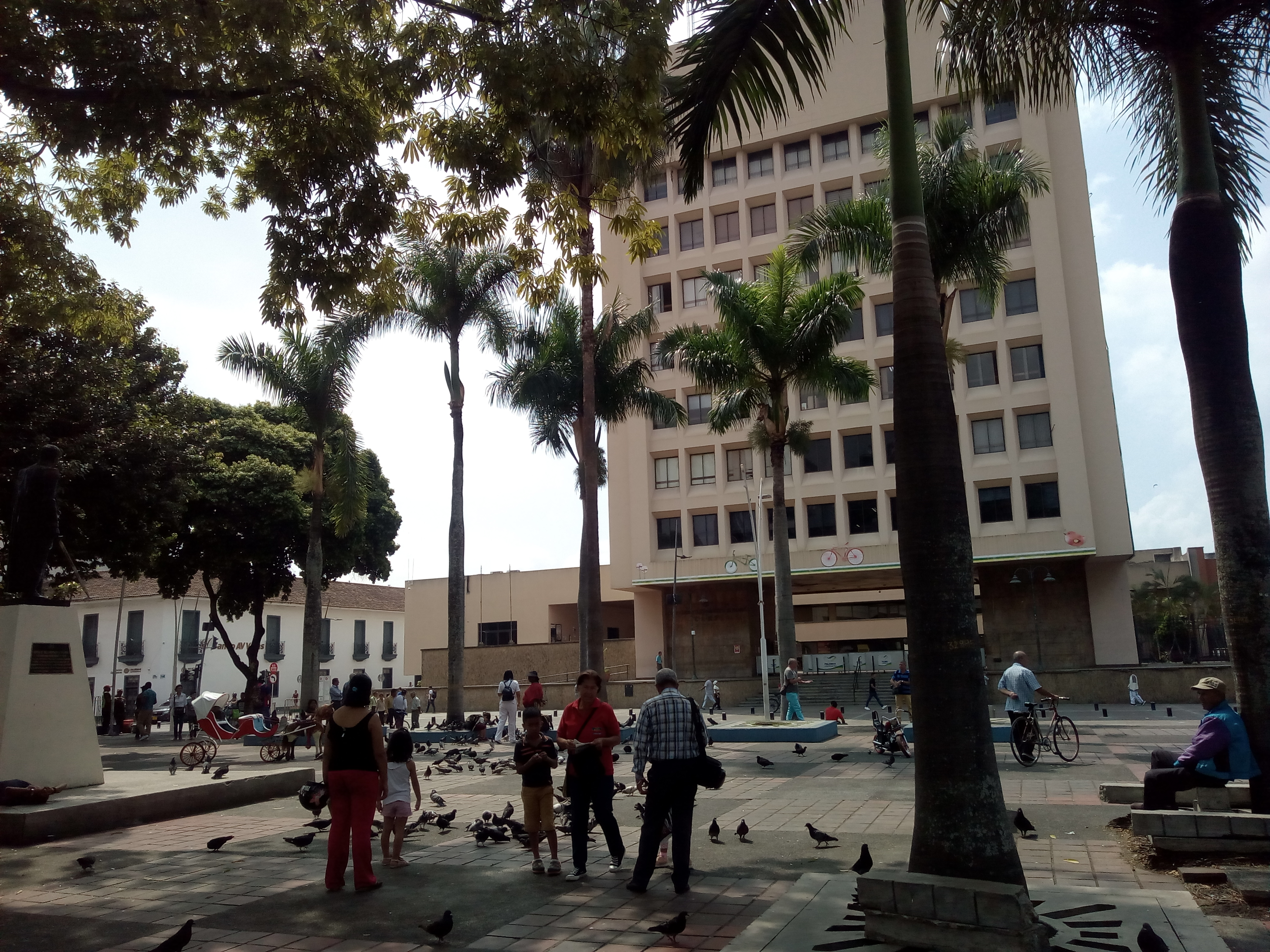
Alcaldía de Palmira (CAMP)

- Calle 30 - Centro Comercial a Cielo Abierto
- Bosque Municipal
- Alcaldía Municipal (CAMP)
- Parque del Azúcar
- Iglesia de Nuestra Señora del Carmen

- Parque de Bolívar
- Parque de La Factoría
- Parque del Amor
- Parque Barrio El Prado

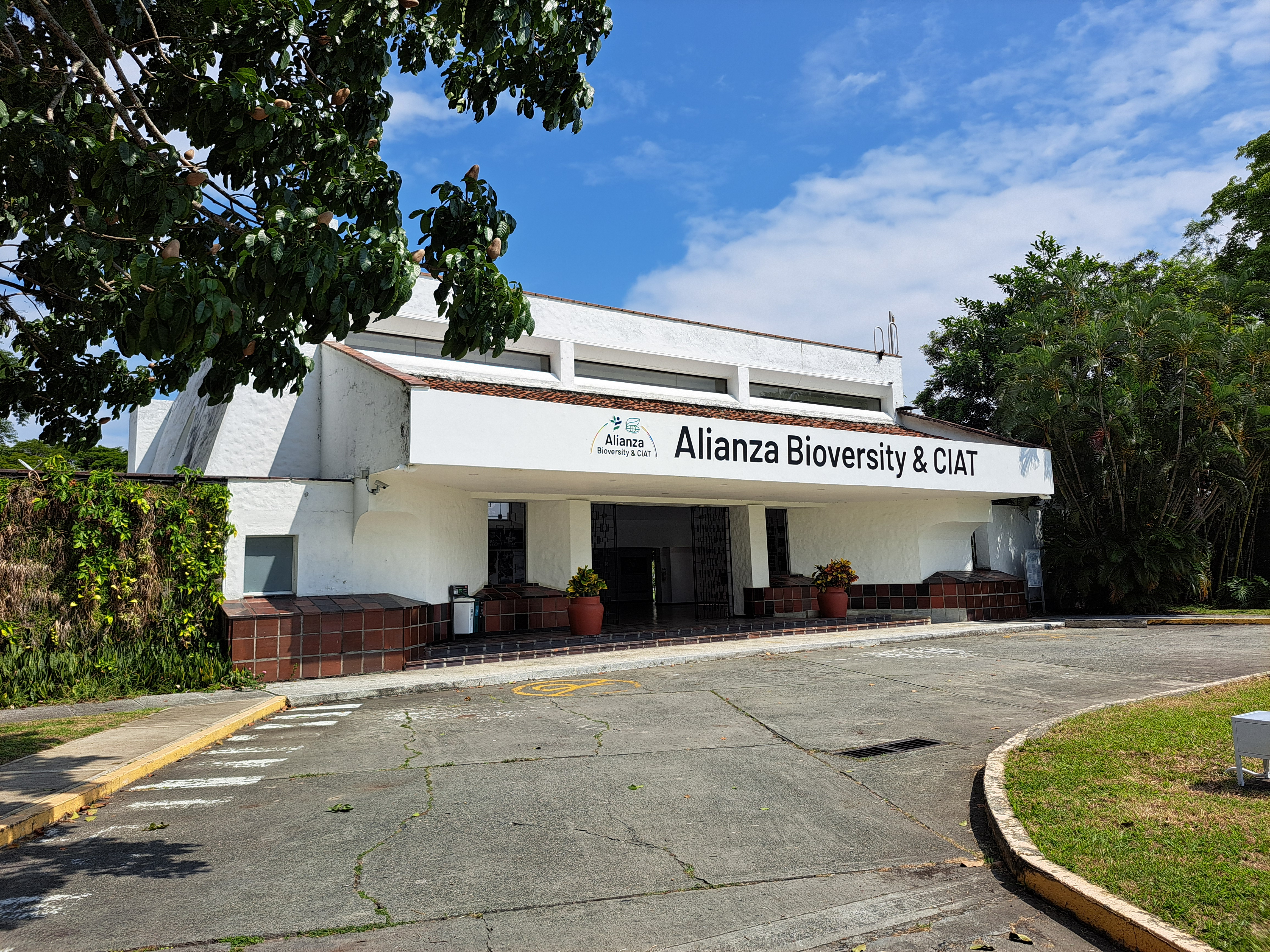
Centro Internacional de Agricultura Tropical (CIAT) - Palmira

- Centro de Educación Ambiental y Tecnologías Alternativas San Emigdio
- Museo Arqueológico de Palmira (En el cual hay bienes de la cultura Malagana).
- Teatro Materón (Centro Cultural)
- Centro Recreativo Tardes Caleñas, Rozo, Palmira

Centros de Investigación Agrícola
- Centro Internacional de Agricultura Tropical
- ICA
- Facultad de Agronomía de la Universidad Nacional

## Fiestas
En Palmira se celebran diversos eventos de carácter nacional e internacional a lo largo del año, entre los que se destacan la Fiesta Nacional de la Agricultura, el Festival Internacional de Arte y Cultura Ricardo Nieto, un evento organizado por la Casa de la Cultura y la Media Maratón Internacional, con un promedio de participación cercano a los 15 000 corredores nacionales y extranjeros. De igual manera, cada junio es celebrado el cumpleaños de la ciudad, llevándose a cabo grandes conciertos y eventos culturales generalmente gratuitos.

## Economía

### Agricultura
Los productos importantes agrícolas son: la caña de azúcar, café, arroz, maíz y tabaco. De igual manera, los cultivos de algodón históricamente han sido una buena fuente de ingresos en la zona rural. Los corregimientos de la alta montaña se caracterizan por ser altamente fértiles y tener una gran variedad de cultivos, que son comercializados en la Galería Central de la ciudad. 
No obstante, la quema de la caña y sus residuos son la fuente principal de contaminación del aire en Palmira y sus alrededores. 

### Industria
Palmira cuenta con una zona industrial con presencia de empresas como la Industria de Licores del Valle, y dos zonas francas como la Zona Franca del Pacífico y la Zona Franca Palmaseca. En dichas zonas se concentran grandes industrias como Unilever, centros de distribución de tiendas como Dollarcity y otras importadoras de materia prima que se benefician de la cercanía con el Aeropuerto Internacional Alfonso Bonilla Aragón.

### Comercio

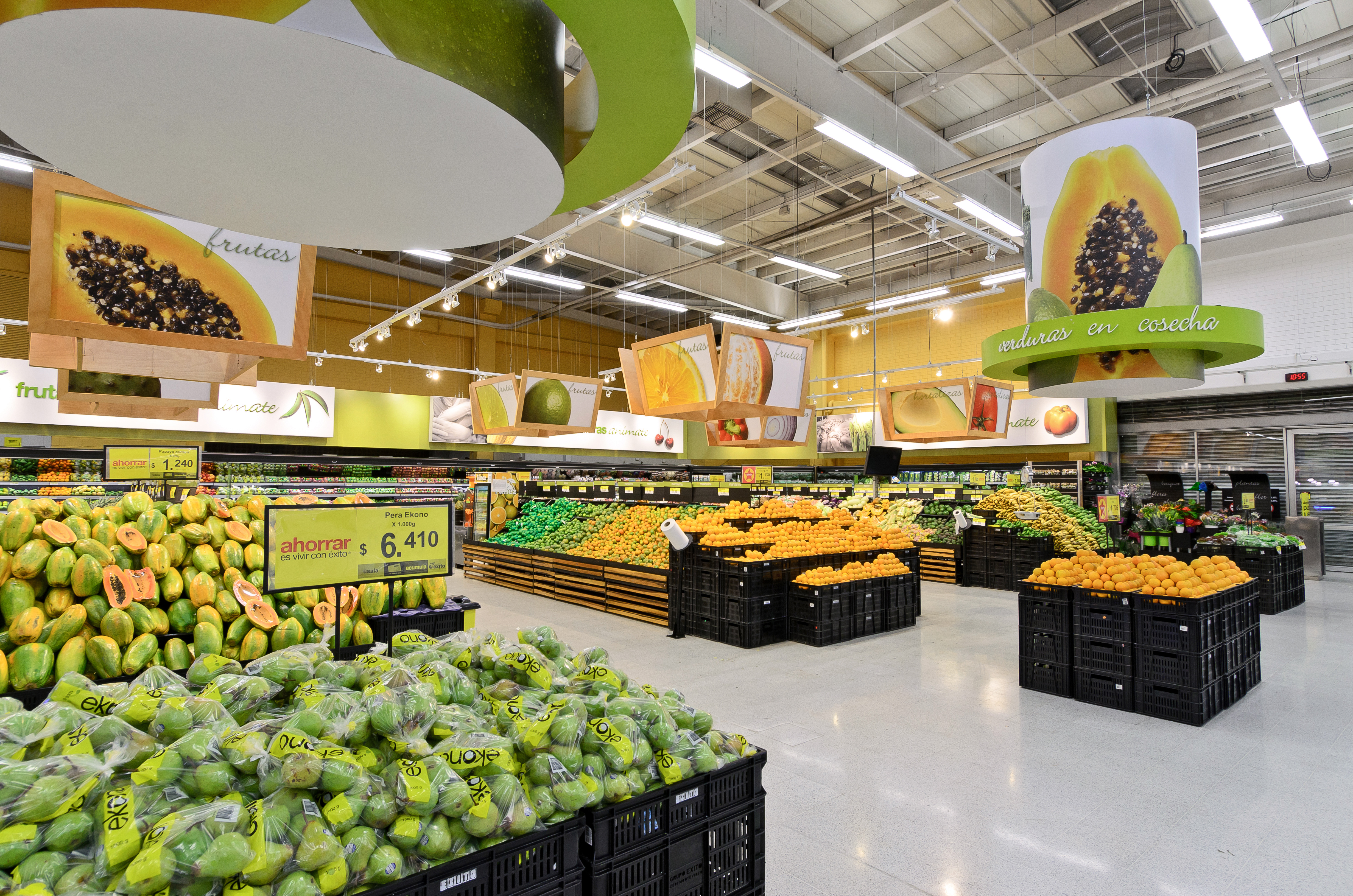
Almacenes Éxito Palmira

En 2005, se inauguró el Centro Comercial Llanogrande; el centro comercial interior / exterior se ha vuelto muy popular entre los palmireños desde su apertura. Desde su última remodelación en 2022, su espacio ha sido ampliado a 11 500 m² y alberga a cerca de 200 marcas nacionales e internacionales. Su variedad de servicios incluyen: Supermercados, Restaurantes, Locales Comerciales, la Clínica de Alta Complejidad Santa Bárbara y un ambicioso plan de vivienda conocido como 'Ciudad Santa Bárbara' que integra a 16 000 familias en conjuntos de casas y apartamentos.
En 2013 se inauguró el centro comercial Unicentro Palmira, con una estructura de dos niveles y varias tiendas comerciales, además de restaurantes y una sala de cine Cinemark. Se caracteriza por albergar a cadenas como Homecenter, Constructor y Supertiendas Olímpica. El Centro Comercial Súper Marden con sedes en "El Bosque" y "La 47" es el centro comercial con más tiempo en la ciudad y con buena acogida empresarial hasta el día de hoy.
Hace presencia en Palmira la cadena de almacenes de Chile Metro/Jumbo, los supermercados Super Inter, Éxito, Almacenes Comfandi, entre otros.

## Medios de comunicación

### Radio
En la ciudad cuenta con tres emisoras tradicionales como Armonías del Palmar (Primera emisora, en servicio desde 1939) y actualmente afiliada a RCN Radio, Radio Palmira de Caracol Radio y Radio Luna de Todelar.

### Televisión
Palmira cuenta con dos canales de televisión local a través de los servicios del sistema cableado por paga. Canal CNC fundado en el año 2000 y posteriormente el Canal Telepalmar, que inició operaciones en el año 2003.

## Servicios públicos
- Energía Eléctrica: Celsia, es la empresa prestadora del servicio de energía eléctrica.[30]
- Gas Natural: Gases de Occidente es la empresa distribuidora y comercializadora de gas natural en el municipio.
- Agua potable y Alcantarillado: Aquaoccidente es la empresa encargada de la potabilización del agua, el manejo de las redes de acueducto y de alcantarillado en la ciudad.